# Magnus Uggla
Per Allan Magnus Claësson Uggla, född 18 juni 1954 i Engelbrekts församling på Östermalm i Stockholm, är en svensk musikartist, skådespelare, låtskrivare och författare av samtidssatiriska sångtexter. Han slog igenom med låten Varning på stan 1977 och har totalt givit ut 18 studioalbum.

## Biografi
Magnus Uggla tillhör den svenska adliga ätten Uggla. Han är son till patenträttsrådet Claës Uggla och musikdirektören Madeleine Thiel samt dotterson till kompositören och filmproducenten Olof Thiel och sondotterson till bankmannen och konstsamlaren Ernest Thiel. Modern var kusin till Susanna Ramel, gift med friherren och underhållaren Povel Ramel. Magnus Uggla växte upp med sina två äldre bröder Gabriel (född 1944) och Johan (1951–1998).

### Musik

#### 1960- och 1970-talet
Uggla startade sitt första band 1968 med sina grannar i Nacka. Bandnamnet JUSO var en förkortning av medlemmarnas efternamn. JUSO spelade hårdrock med influenser av bland annat Black Sabbath. Bandet gjorde en handfull misslyckade spelningar på ungdomsgårdar i Stockholm. En gång bad ungdomsgårdsledaren dem att sluta spela, de skulle få fullt betalt ändå. JUSO splittrades när Ugglas föräldrar skilde sig och han flyttade till innerstaden med sin far. Resten av bandet startade dock på nytt, men under namnet Alexander Lucas, och var under en tid framgångsrika i Stockholm.
Ugglas tidiga musik visade på starka influenser av engelsk punk, glamrock och rock med inslag av synthpop och symfonirock. Han debuterade 1975 med albumet Om Bobbo Viking. Hans andra album Livets teater släpptes 1976. I och med Livets teater  började Ugglas långvariga samarbete med producenten och låtskrivaren Anders ”Henkan” Henriksson.
Efter att ha sett The Clash på Gröna Lund gick han hem och skrev en ny skiva som skulle bli hans stora genombrott. År 1977 släppte Uggla albumet Va ska man ta livet av sig för när man ändå inte får höra snacket efteråt, vilket föranledde Kaj Kindvall att i radioprogrammet Poporama kalla honom "Sveriges första punkrockare". Detta var dock en etikett som Uggla själv tog avstånd ifrån. Året efter, 1978, spelades en ny skiva in. Det andra albumet blev ingen succé och turnén floppade och lämnade Uggla med en skuld på 50 000 kronor. Floppen ledde till att han tillsammans med några andra musiker 1979 bildade bandet Magnus Uggla Band och de ställde upp i den svenska Melodifestivalen 1979 med melodin "Johnny the Rocker", där bidraget dock slutade sist med 22 poäng.
Mellan åren 1977 och 1979 samt 1981 försökte han slå igenom på den internationella marknaden med engelska översättningar på låtarna "Hallå" ("Hello"), "Varning på stan" ("Hit the Girls on the Run"), "Vittring" ("Everything You Do"), "Asfaltbarn" ("Concrete Kid"), "Vår tid 1977" ("Body Love"), "Jag vill inte tillbaks" ("Ain't About to Go Back") och "Skandal bjotis" ("Scandal Beauties"). Singlarna släpptes i Storbritannien, Spanien, Tyskland och USA men sålde inget vidare.

#### 1980-talet till idag
Under 1980-talet utvecklades Ugglas musik mot pop. Med albumet Välkommen till folkhemmet (1983) tog Uggla in satiren i musiktexterna, vilket kom att bli hans kännemärke. År 1991 tilldelades Uggla Karamelodiktstipendiet av sin mors kusins man Povel Ramel och medverkade senare i dennes revy Knäpp igen. Under 2000-talet har Uggla återgått till en mer rockig framtoning. Han gjorde den officiella VM-låten "Vi ska till VM" för fotbolls-VM 2002. Under 2001 turnerade Uggla med The Ark och Håkan Hellström och i mitten av 2005 turnerade han tillsammans med Lena Philipsson och Darin Zanyar. År 2006 respektive 2010 tolkade han kupletter av sin förebild Karl Gerhard på albumen Ett bedårande barn av sin tid respektive Karl Gerhard passerar i revy.
Uggla deltog i Melodifestivalen 2007, med bidraget "För kung och fosterland", som gick vidare till andra chansen, men missade att ta sig till finalen i Globen i duellen mot Sonja Aldéns "För att du finns". År 2008 medverkade Uggla i en egen tv-serie där han och hans gitarrist samt kapellmästare, Martin Hedström, åkte runt i Sverige och letade medlemmar till sitt rockband. Serien hette Var fan är mitt band?, och visades i SVT1 åtta fredagar i rad under perioden 4 april-23 maj 2008. År 2009 kom uppföljaren Var fan är min revy? där han istället letade efter folk till sin revy.
2012 deltog Uggla som coach i TV-programmet The Voice Sverige tillsammans med Carola Häggkvist, Petter och Ola Salo. Samma år medverkade han i TV-programmet Så mycket bättre.
Under hösten 2013 och våren 2014 uppträdde Uggla med den specialskrivna krogshowen Magnus den store på Rondo i Göteborg.
Under åren 2015–2017 uppträdde han på bland annat Dramaten och på turné med sin monolog Hallå! Popmusik, kickar å kläder,  där han berättade om sig själv, sitt liv och den uppväxt som han hade, på ett underhållande sätt och med inslag av musik. Föreställningen sändes även på Sveriges Television våren 2018. Sommaren 2016 medverkade han i TV-serien Stjärnorna på slottet som sändes i januari 2017.
Hösten 2018 kom Ugglas andra bok ut, Enda sättet att genomlida en konsert är att själv stå på scenen, och vintern samma år var det dags för krogshow igen, denna gång med Varning på stan nu mår kung i baren illa igen på Göta Lejon.
Mellan åren 2012 och 2023 lanserade  Magnus Uggla "Fredagsdrinken" på sitt instagramkonto "Kung Uggla". Varje fredag presenterades och blandades en drink, inslaget blev 2021 också en låt. I Medieakademins Maktbarometer har Ugglas Instagramkonto återkommande listats som ett av landets mäktigaste – 2022 som det 13:e mäktigaste kontot.
I januari 2024 genomförde han tre konserter i Berwaldhallen tillsammans med Arméns Musikkår. Förutom äldre låtar och medleyn framfördes en nyskriven låt; Vaktparaden.
Våren 2024 visade Sveriges Television serien Jag och min far, i sex avsnitt, med Magnus Uggla och hans dotter Agnes Uggla. De hade då haft en podcast tillsammans, Uggla & Uggla, sedan 2020. I TV-serien reste de till olika platser som representanter för varsin generation och utforskade till exempel andlighet och kärnfamiljen och andra teman för respektive avsnitt.
I januari 2025 hade Uggla premiär för sin jubileumsshow 50 år på tronen på Göta Lejon i Stockholm med över 100 000 sålda biljetter. I augusti 2025 meddelades att showen med start januari 2026 även kommer att sättas upp på Lorensbergsteatern i Göteborg.

### Skådespeleri
Uggla studerade vid Calle Flygare Teaterskola i mitten av 1970-talet, men blev ganska snabbt relegerad efter att ha försovit sig och kommit bakfull till en generalrepetition. År 1977 fick han en biroll i Jonas Cornells film Bluff Stop där han spelade den skoltrötta grabben Vincent. 1983 spelade han en roll som den homosexuelle klubbägaren Kristoffer i Staffan Hildebrands film G - som i gemenskap. År 1985 spelade han en biroll som butiksägaren Schyll i Hasse Alfredsons Falsk som vatten.
Sedan dröjde det ända till år 2000 då Uggla spelade sig själv som psykiatriker i Stockholmsfilmen Sex, lögner och videovåld. Uggla har också medverkat i teaterproduktioner som Tiggarens opera på Helsingborgs stadsteater 1999 med bland andra Sven-Bertil Taube och som sopåkaren Doolittle i musikalen My Fair Lady på Kulturhuset Stadsteatern 2016.
Han har medskapat och spelat i flera revyer såsom Povel Ramels Knäpp igen på Cirkus i Stockholm samt i Göteborg och Malmö 1992–1993, Ugglas revy i Karlshamn och Malmö 2009 i samband med SVT-serien Var fan är min revy? och Uggla, Rheborg, Ulveson på Cirkus 2008. Sommaren 2004 turnerade han runt Sverige i ett stort cirkustält med bland andra Lena Philipsson och Robert Gustafsson i showföreställningen Tältprojektet.

### Familj
Magnus Uggla är sedan 1990 gift med Louise "Lollo" Uggla. Tillsammans har de barnen Agnes (född 1990) och Ruben (född 1996). Uggla har också dottern Emelie (född 1979) i ett förhållande med fotomodellen Ann Furelid.

## Priser och utmärkelser
- 1983 – Rockbjörnen för "årets svenska album" (Välkommen till folkhemmet)
- 1983 – Rockbjörnen för "årets svenska manliga artist"
- 1986 – Rockbjörnen för "årets svenska album" (Den döende dandyn)
- 1986 – Rockbjörnen för "årets svenska manliga artist"
- 1989 – Rockbjörnen för "årets svenska album" (35-åringen)
- 1993 – Rockbjörnen för "årets svenska album" (Alla får påsar)
- 1993 – Rockbjörnen för "årets svenska manliga artist"
- 1991 – Karamelodiktstipendiet från Povel Ramel[25]
- 1999 – Den första Guldgadden för Sveriges bästa manliga liveartist
- 1999 – Tigertassen
- 2005 – Karl Gerhard-stipendiet
- 2017 – Grammis, "årets hederspris"[26]
- 2017 – Invald i Swedish Music Hall of Fame[27]
- 2021 – Medaljen Litteris et Artibus i guld av 8:e storleken (GMleta) för framstående konstnärliga insatser inom svenskt musikliv[28]

## Diskografi

### Album
- 1975 – Om Bobbo Viking
- 1976 – Livets teater
- 1977 – Va ska man ta livet av sig för när man ändå inte får höra snacket efteråt
- 1978 – Vittring
- 1980 – Den ljusnande framtid är vår
- 1983 – Välkommen till folkhemmet
- 1986 – Den döende dandyn
- 1987 – Allting som ni gör kan jag göra bättre
- 1989 – 35-åringen
- 1993 – Alla får påsar
- 1997 – Karaoke
- 2000 – Där jag är e're alltid bäst
- 2004 – Den tatuerade generationen
- 2006 – Ett bedårande barn av sin tid – Magnus Uggla sjunger Karl Gerhard
- 2007 – Pärlor åt svinen
- 2010 – Karl Gerhard passerar i revy
- 2011 – Innan filmen tagit slut
- 2025 – Innan kronan blir för tung

### Samlingsalbum
- 1985 – Retrospektivt collage
- 1986 – Collection (halvofficiellt samlingsalbum för den finländska marknaden)
- 1994 – 100% Uggla
- 2002 – Klassiska mästerverk
- 2008 – Magnus Uggla 1975–2008 (samlingsalbum distribuerad av tidningen Expressen)

### Livealbum
- 1981 – Godkänd pirat – Live
- 2013 – Magnus den store

### EP
- 1979 – Magnus Uggla Band sjunger schlagers (Maxi-EP med bl.a. "Johnny the Rucker")
- 2016 – Glittrar

### Singlar
- 1976 – "Sommartid"
- 1977 – "Varning på stan"
- 1977 – "Yeh, Why Not"/"Va ska man ta livet av sig för när man ändå inte får höra snacket efteråt" (Bonussingel som följde med albumet Va ska man ta livet av sig för när man ändå inte får höra snacket efteråt, såldes ej separat.)
- 1977 – "Ja just du ska va gla"
- 1978 – "Vittring"
- 1979 – "Everything You Do"
- 1980 – "Apati / Skandal bjotis"
- 1980 – "Centrumhets"
- 1981 – "Ain’t About to Go Back"
- 1981 – "Sommartid (ny version)"
- 1981 – "Body Love"
- 1983 – "IQ"
- 1985 – "Retrospektivt collage"
- 1986 – "Joey Killer"
- 1986 – "Fula gubbar"
- 1987 – "Vem kan man lita på?" (finns i två varianter: med respektive utan textraden om Björn Afzelius)
- 1987 – "Ska vi gå hem till dig"
- 1989 – "Jag mår illa"
- 1989 – "Baby Boom"
- 1989 – "Dum dum"
- 1990 – "Stig in och ta en cocktail"
- 1993 – "Varning på stan"
- 1993 – "4 sekunder"
- 1993 – "Jånni Balle"
- 1993 – "Dansar aldrig nykter"
- 1994 – "Victoria"
- 1994 – "Mitt decennium"
- 1994 – "Trubaduren"
- 1997 – "Kung för en dag"
- 1997 – "Jag vill"
- 1998 – "Pom pom"
- 1998 – "Hand i hand" (tillsammans med Dogge Doggelito)
- 2000 – "Nitar & läder"
- 2000 – "Hotta brudar"
- 2000 – "Morsan é okej"
- 2001 – "Stockholms heta nätter"
- 2001 – "Där vi är e're alltid bäst"
- 2002 – "Vi ska till VM"
- 2004 – "Värsta grymma tjejen"
- 2004 – "Efterfest"
- 2005 – "Nu har pappa laddat bössan"
- 2007 – "För kung och fosterland"
- 2007 – "Pärlor åt svin"
- 2007 – "Vild och skild"
- 2008 – "24 timmar"
- 2009 – "Hatten av"
- 2011 – "Gör mig till din man"
- 2012 – "Jag vill ha dig baby" (duett med Carola)
- 2014 – "Min bättre hälft" (vinjett till tv-programmet Uggla flyttar in)
- 2016 – "Världen är din"
- 2016 – "Dyngrak"
- 2018 – "Århundradets jul"
- 2019 – "Det går bra nu"
- 2021 – "Johnny The Rucker (Remode)"
- 2021 – ”Fredagsdrinken”
- 2022 – "Våran stad"
- 2024 – "Bästa kebaben i hela stan"
- 2024 – "Galet jävla kär" (tillsammans med Sofie Svensson & Dom där)
- 2025 – "Som att jag bryr mig"

## Listplaceringar

### Melodier på Svensktoppen
- 1986 – "Joey Killer"
- 1986–1987 – "Fula gubbar"
- 1988 – "Vem kan man lita på?"
- 1988 – "Ska vi gå hem till dig"
- 1989 – "Jag mår illa"
- 1989–1990 – "Baby Boom"
- 1993 – "4 sekunder"
- 1994 – "Dansar aldrig nykter"
- 1994 – "Victoria"
- 1994 – "Trubaduren"
- 1997 – "Kung för en dag"
- 1998 – "Jag vill"
- 1998 – "Pom Pom"
- 2001 – "Hotta brudar"
- 2001 – "I himmelen"
- 2004 – "Värsta grymma tjejen"
- 2004–2005 – "Efterfest"
- 2005 – "Nu har pappa laddat bössan"
- 2007 – "För kung och fosterland"
- 2007 – "Pärlor åt svin"
- 2008 – "Vild och skild"
- 2008 – "Du och jag mot hela världen"
- 2011 – "Gör mig till din man"
- 2012 – "Tänker på dig" (med Edith Backlund)
- 2012–2016 – "Jag och min far"[29]
- 2013 – "Århundradets fest"[30]
- 2016–2017 – "Världen är din"
- 2018 – "Århundradets Jul"
- 2019 – "Det går bra nu"

### Missade Svensktoppen
- 1998 – "Den bästa publik"
- 2000 – "Nitar och läder"
- 2001 – "Morsan e okej"
- 2001 – "Där vi är e're alltid bäst"
- 2002 – "Vi ska till VM"
- 2006 – "Vart tar alla vackra flickor vägen"
- 2008 – "24 timmar"
- 2012 – "Jag vill ha dig baby" ( med Carola)
- 2014 – "Min bättre hälft"
- 2017 – "Glittrar"

## Sånger på Trackslistan
- 1986 – "Joey Killer"
- 1986–1987 – "Fula gubbar"
- 1987–1988 – "Vem kan man lita på?"
- 1988 – "Ska vi gå hem till dig"
- 1989 – "Jag mår illa"
- 1989–1990 – "Baby Boom"
- 1993 – "4 sekunder"
- 1993 – "Jånni Balle"
- 1994 – "Dansar aldrig nykter"
- 1994 – "Victoria"
- 1994 – "Mitt decennium"
- 1997 – "Kung för en dag"
- 1997–1998 – "Jag vill"
- 1998 – "Pom Pom"
- 1998 – "Gör det"
- 2000 – "Nitar och läder"
- 2001 – "Hotta brudar"
- 2004 – "Värsta grymma tjejen"
- 2004–2005 – "Efterfest"

## Filmografi
- 1977 – Bluff Stop
- 1983 – G – som i gemenskap
- 1985 – Falsk som vatten
- 2002 – Da Möb (TV-serie) (röst)
- 2008 – Lilla Al-Fadji & Co (TV-serie, säsong 1, avsnitt 6)
- 2014 – Benny Brun och hans överläppsfjun (berättarröst)[31]

## Teater

### Roller (ej komplett)
| År   | Roll        | Produktion                                       | Regi                 | Teater                   |
| ---- | ----------- | ------------------------------------------------ | -------------------- | ------------------------ |
| 2008 | Medverkande | UgglaRheborgUlveson, revy Hans Marklund          | Hans Marklund        | Cirkus, Stockholm        |
| 2017 | Doolittle   | My Fair Lady Alan Jay Lerner och Frederick Loewe | Elisa Kragerup       | Kulturhuset Stadsteatern |
| 2021 |             | Johnny the Fucker Marie Persson Hedenius         | Sara Giese           | Kulturhuset Stadsteatern |
| 2023 |             | Röde Orm Frans G. Bengtsson                      | Alexander Mørk-Eidem | Kulturhuset Stadsteatern |

## TV-program
- 2008 – Var fan är mitt band?
- 2009 – Var fan är min revy!
- 2012 – The Voice Sverige
- 2012 – Så mycket bättre (säsong 3)
- 2014 – Uggla flyttar in
- 2016 – Stjärnorna på slottet
- 2019 – Så mycket bättre (säsong 10)
- 2024–2025 – Jag och min far (TV-serie), programledare